# 潘賜
潘賜，字文錫，號容庵。福建承宣布政使司建寧府浦城縣人，明朝政治人物、進士。
永樂二年，其中進士三甲第二百三十一名，授行人司行人，出使日本，並攜回日本國王源道義的《進歸化書》、《永樂大典頌》。后入史館，轉為鴻臚寺少卿。再次出使日本，回國后任江西右參政，因事連坐被罷免。洪熙初年，再次啟用為南京刑部主事。宣德年間，任鴻臚寺少卿，再次出使日本。后死於任上，賜“操履方正”。著有《竹梅篇》、《皇华胜览》、《容庵文集》。